# Hans Nansen
Hans Nansen,  född den 28 november 1598 i Flensborg, död den 12 november 1667, var en dansk köpman  och borgmästare i Köpenhamn, son till Evert Nansen. Till hans ättlingar hör bland annat den norske upptäcktsresanden och Nobelpristagaren Fridtjof Nansen.
Nansen gjorde efter faderns död flera handelsresor till Nord-Ryssland och kom 1620 genom borgmästare Mikkel Vibes medverkan i förbindelse med isländska handelskompaniet, i vars tjänst han besökte Islands hamnar 1621-39 och vars direktör han sedermera var under 10 år.
De insikter han samlat under sina resor och genom vidsträckt läsning framlade han i Compendium cosmographicum. Det er: En kort beskriffuelse offuer den gantske verden (1633; 4:e upplagan 1646), den första danska geografin och ett i flera hänseenden märkligt arbete.
1639 blev Nansen rådman och 1644 borgmästare i Köpenhamn. Han var en av borgarståndets ledare på ständermötena 1645-50 samt utvecklade stor verksamhet vid försvaret av Köpenhamn under belägringen 1658-59. 
Vid riksdagen 1660, då han förde ordet hos borgarståndet, bidrog han i väsentlig  mån till statsvälvningen. Hans strävanden gick därvid ut på att befria kungen från beroendet av adeln, vilket ledde till enväldet, något som Nansen dock antagligen inte tänkt sig.
Till lön för sina tjänster utnämndes Nansen 1660 till kungligt råd och medlem av statskollegiet samt 1661 till medlem av Höiesteret och president i Köpenhamn, men utövade inte något väsentligt inflytande i dessa egenskaper.
1664 erhöll han säte i lagkommissionen. 1662 var han en bland stiftarna av ett nytt isländskt handelskompani, som hade monopol på handeln på Island.